# 霍利斯 (密西西比州)
霍利斯（英語：Hollis）是位於美國密西西比州卡爾霍恩縣的非建制地區。

## 歷史
霍利斯的郵局於1890年設立，其後於1921年停運。

## 地理
霍利斯所處的海拔為高於海平面97米（即318英呎），而該地所採用的時區為UTC-6，即北美中部時區（CST）。同時該地設有夏令時間，為UTC-6調快一小時，即UTC-5（CDT）。